# Kahiser Lenis
Kahiser Miguel Lenis Navarro (ur. 23 lipca 2001 w mieście Panama) – panamski piłkarz występujący na pozycji skrzydłowego lub napastnika, reprezentant Panamy, od 2023 roku zawodnik kolumbijskiego Jaguares Córdoba.